# 中国共产党广州市人民政府党组
中国共产党广州市人民政府党组，是中国共产党广州市委员会在广州市人民政府成立的党组。

## 职责
根据《中国共产党章程》第九章第四十八条，党组的任务有：
1. 负责贯彻执行党的路线、方针、政策。
2. 加强对本单位党的建设的领导，履行全面从严治党责任。
3. 讨论和决定本单位的重大问题。
4. 做好干部管理工作。
5. 讨论和决定基层党组织设置调整和发展党员、处分党员等重要事项。
6. 团结党外干部和群众，完成党和国家交给的任务。
7. 领导机关和直属单位党组织的工作。

## 成员
根据《中国共产党章程》第九章第四十九条：党组的成员，由批准成立党组的党组织决定。党组设书记，必要时还可以设副书记。
中国共产党广州市人民政府党组书记、副书记、成员均由中国共产党广州市委员会决定，一般党组书记由市长担任，党组副书记由常务副市长担任，党组成员一般包括中国共产党籍的副市长和市政府秘书长。